# Bodhicaryāvatāra (résumé)
Le Bodhicharyâvatâra (du sanskrit बोधिचर्यावतार, IAST Bodhicaryāvatāra ; tibétain : བྱང་ཆུབ་སེམས་དཔའི་སྤྱོད་པ་ལ་འཇུག་པ་, Wylie : byang chub sems dpa'i spyod pa la 'jug pa, THL : changchub sempé chöpa la jukpa) est un traité en vers rédigé en sanskrit, dû au moine bouddhiste indien Shantideva (vers 685-763). Divisé en dix chapitres, l'ouvrage présente l'engagement et la pratique d'un bodhisattva, ainsi que son aspiration à l'esprit d'éveil (bodhicitta). 
La présente page donne un résumé détaillé de l'ouvrage. Pour la présentation de l'œuvre elle-même, voir  

## Résumé

### 1. Les bienfaits de l'esprit d'Éveil
Shantideva y expose l'axe central et le moteur de la marche vers la bouddhéité, à savoir: l'esprit d'Éveil ou bodhicitta en sanskrit. Shantideva définit cet esprit d'Éveil comme "le désir d'apaiser les souffrances infinies de tous les êtres et de les doter d'infinies qualités" (§ 22, I). Cet esprit d'Éveil doit donc naître dans la conscience du chercheur spirituel, croître et prendre de l'ampleur en elle de façon à transformer sa vie, la vie des autres et le monde au point où "la masse illimitée des êtres atteindra sans peine la suprême félicité" (§ 7).
Dans cette optique, Shantideva distingue deux aspects du bodhicitta (§ 15 & 16) :
- L'esprit d'aspiration à la plénitude.
- L'esprit d'engagement à la plénitude.

L'esprit d'aspiration est comme le souhait que l'on peut avoir de partir en voyage. Par exemple, on rêve de partir en Inde, on lit des guides de voyages, on se documente sur le pays, on imagine comment ce sera là-bas. Mais on n'est pas encore parti. L'esprit d'engagement est semblable au fait de faire les démarches nécessaires et prendre véritablement le départ. Il faut donc commencer toujours par aspirer au bien des êtres, de développer au plus profond de sa pensée cette aspiration bienveillante. Et quand on s'est vraiment imprégné de cet esprit d'Éveil d'aspiration, on commence à s'engager dans le bodhicitta en transformant ses faits et gestes, en agissant de toutes sortes de façon pour le bien de tous les êtres sensibles. C'est l'esprit d'Éveil d'engagement.

Cet esprit d'Éveil occupe une place fondamentale dans la pensée de Shantideva. Shantideva voit l'existence comme une nuit des temps, obscure et embrumée dans laquelle aucune lumière ne vient à percer jusqu'au moment où un Bouddha se manifeste pareillement à un éclair ainsi que le disent ces vers fréquemment cités :
                « Comme un éclair déchire la nuit

                  Obscure et embrumée l'espace d'un soudain instant,

                  Ainsi par le pouvoir du Bouddha, apparaît chez les hommes

                  Une rare et brève pensée bienveillante »(§ 5, I)
Alors revient aux hommes la responsabilité d'entretenir dans la durée cette lumière manifestée par le Bouddha sous peine de voir passer cet instant soudain d'Éveil et disparaître à nouveau dans l'oubli et les ténèbres. Et l'esprit d'Éveil est le moyen par excellence d'entretenir cette lumière.
                « Ceux qui veulent détruire les milliers maux de l'existence,

                  Ceux qui veulent écarter l'insatisfaction chez les êtres

                  Et ceux qui veulent jouir de multiples joies,

                  Ceux-là ne doivent jamais abandonner l'esprit d'Éveil »(§ 8, I)

### 2. Le dévoilement des fautes
Ce chapitre comprend deux parties: une offrande en esprit aux Bouddhas et aux grands Bodhisattvas ainsi que l'exposition de la prise de conscience des fautes commises sous l'emprise de l'ignorance. Le seul remède à ses errances est la prise de refuge et la confession des erreurs aux Protecteurs.

L'offrande mentale se constitue des plus belles choses, des plus vastes et des plus précieuses que l'on puisse imaginer dans sa pensée. À titre d'exemple, citons ces vers :
                « J'offre toutes les fleurs et les fruits,

                  Toutes les formes de remèdes,

                  Tous les joyaux de l'univers

                  Et toutes les eaux pures et délicieuses;

                  Les montagnes faites de pierres précieuses,

                  Et de même, les bois, les solitudes plaisantes,

                  Les arbres célestes aux parures de fleurs

                  Et les arbres dont les branches ploient sous le poids des fruits,

                  (…) Les lacs et les bassins ornés de lotus

                  Et agrémentés du chant des cygnes;

                  Toutes les choses qui n'appartiennent à personne

                  Dans les limites des sphères de l'espace immense. » (§ 2,3 & 5, II)
Et aussi :
                « À ceux dont la nature est compassion,

                  J'offre des palais retentissants d'hymnes mélodieux,

                  Étincelants de festons de perles,

                  Parures de l'espace infini » (§ 18, II)
Le but de cet exercice spirituel est de ne plus orienter ses souhaits et ses espérances sur soi-même, un peu comme quand on rêve de toutes les choses magnifiques, maisons, voitures de luxe, voyages dont on pourra faire l'acquisition lorsqu'on tirera le numéro gagnant à la loterie nationale. Au contraire, on oriente ses vœux et ses espérances vers le Dharma du Bouddha, donc vers le bien de tous les êtres sensibles dans l'univers.
La seconde partie est donc le dévoilement des fautes et commence par la prise de refuge dans les trois joyaux: Bouddha, Dharma et Sangha (ici plus précisément la communauté des Fils des Vainqueurs, c'est-à-dire des bodhisattvas). Shantideva invite ici à prendre conscience de toutes les fautes que l'on a commises dans cette vie-ci, mais aussi celles perpétrées dans les vies antérieures. S'ensuit une méditation sur le temps qui passe et la mort qui se profile nécessairement au bout de chaque vie.
                « Le seigneur de la mort indigne de confiance,

                Ne s'attarde pas à ce qui est fait ou reste à faire.

                Car la vie est instable;

                Et malades ou bien portants, il frappe par surprise. » (§ 33, II)
Or cette méditation de la mort rend nos actes mauvais accomplis en vue de buts temporaires complètement absurdes. On fait le mal pour obtenir quelques gains misérables qui se dilapideront et qui disparaîtront de toute façon au moment de la mort. Et cette mort est inévitable, elle se rapproche de nous inexorablement.
                « Laissant tout, je devrais partir seul.

                Mais n'ayant pas compris cela,

                J'ai commis maintes erreurs

                À cause d'amis ou d'ennemis.

                Mes ennemis ne seront plus,

                Mes amis ne seront plus,

                Moi-même ne serai plus;

                Et pareillement, rien ne sera plus. » (§ 34 & 35, II)
Les gains s'évanouissent, mais les conséquences karmiques de nos fautes, elles, nous accompagnent à travers la mort. Face à cette peur, il est urgent de prendre conscience de toutes ses fautes, de s'en repentir et de prendre la ferme résolution de changer en bien et d'accomplir des actes méritoires qui apportent les bienfaits au monde.

### 3. La prise de l'Esprit d'Éveil
Dans le chapitre précédent, Shantideva parlait de la peur, de la tristesse et du sentiment de désolation que l'être juste éprouve face à ses fautes passées. Dans ce troisième chapitre au contraire, Shantideva exprime la joie et l'allégresse que l'on ressent en contemplant les bienfaits incommensurables de l'esprit d'Éveil. De manière générale, ce chapitre décrit et encourage l'esprit de don de soi et d'abnégation totale qui est celui d'un aspirant à l'éveil. Or ce don de soi est porté par l'élan et la joie d'apporter le bonheur au monde.
                « Je prends plaisir et me réjouis

                  De l'océan des vertus de l'esprit d'Éveil,

                  Qui aspire au bonheur de tous les êtres

                  Et d'activité dispensatrice de bienfaits. » (§ 4, III)
De cette joie profonde devant la contemplation de l'océan de vertus de l'esprit d'Éveil naît le souhait de venir en aide aux autres par tous les moyens possibles et imaginables et sous toutes sortes de formes également. Quelle que soit la situation, Shantideva en appelle à trouver le moyen adéquat, le "moyen habile", de venir en aide à son prochain, comme l'expriment ces vers célèbres du troisième chapitre :
                « Puissè-je être

                  Pour les malades

                  Le remède, le médecin et l'infirmier,

                  Jusqu'à la disparition des maladies!

                  Puissè-je calmer par des pluies de nourritures et de breuvages

                  Les douleurs de la faim et de la soif,

                  Et pendant l'âge des famines,

                  Puissè-je moi-même devenir nourriture et breuvage!

                  Puissè-je être un inépuisable trésor

                  Pour le pauvre et le démuni;

                  Puissè-je devenir tout ce dont ils ont besoin,

                  Et puissent toutes ces choses être à leur disposition! » (§ 8 à 10, III)
Il y a fondamentalement l'envie d'être utile à autrui, être là pour soulager ses peines, l'aider dans son parcours de vie, le soutenir dans les moments difficiles et le guider pour le sortir des ténèbres. Pour Shantideva, il faut se poser la question de comment peut on être utile aux autres et aspirer avec joie à se rendre utile en toutes occasions. Même si ce n'est pas toujours possible, au moins peut-on entretenir cette aspiration de l'esprit d'Éveil à venir apporter du bien-être et du réconfort autour de soi et partout dans l'univers. Ainsi ces deux autres strophes célèbres:
                « Puissè-je être le protecteur des abandonnés,

                Le guide de ceux qui cheminent,

                La barque, le navire et le pont

                Pour ceux qui désirent traverser les eaux !

                Puissè-je être un île pour ceux qui recherchent une île,

                Une lampe pour ceux qui en désirent une,

                Une couche pour ceux qui veulent prendre du repos,

                Et le serviteur des êtres souhaitant un serviteur !  » (§ 18 & 19, III)
Servir autrui et se mettre constamment en position de servir est la devise de Shantideva. Son souhait le plus récurrent qu'il cherche à décliner par tous les moyens et sous toutes les conjonctures qui se présentent. Cette volonté d'être utile et d'aspirer au bien se manifeste même à l'égard de ceux qui nous font du mal:
                « Que ceux qui m'insultent,

                Me nuisent

                Ou me raillent

                Aient tous la fortune d'accéder à l'Éveil. » (§ 17, III)
Pour Shantideva, il est vain de voir ternir sa joie profonde et sacrée, la joie infinie de l'Éveil par le ressentiment et la rancune à l'encontre de ceux qui nous accablent. Il est beaucoup plus agréable de les englober dans notre amour et notre compassion, que la joie de la libération des souffrances immerge ces sentiments malveillants. C'est alors que la force de vie peut l'emporter sur les passions néfastes et destructrices :
                « Et jusqu'à ce qu'ils passent dans le nirvâna,

                Puissè-je de toutes les manières être une source de vie

                Pour l'ensemble du monde des êtres

                Qui atteignent aux confins de l'espace ! » (§ 4, III)

### 4. L'attention
Une fois cette joie et cet enthousiasme ayant lancé la dynamique de l'Éveil, il est de toute importance de ne pas voir cette dynamique se dissiper dans l'oubli et la confusion. Il faut toujours maintenir fermement l'engagement de développer en toutes circonstances l'esprit d’Éveil. Il serait trop bête de retomber dans les habitudes néfastes et de toujours commettre les mêmes fautes morales. Dans le quatrième chapitre, Shantideva enjoint donc le pratiquant sur le chemin de l'Éveil à ne pas perdre son application.

Ce quatrième chapitre décrit également le tourment causé par les passions néfastes, « unique cause de l'augmentation des maux » (§ 34, IV). Le seul combat pertinent et légitime consiste alors à vaincre et détruire ses passions mortelles afin de pouvoir vivre une vie heureuse et sans crainte. Pour Shantideva, il y a par ailleurs quelque chose de tragique à perdre de vue le bodhicitta, l'esprit d'Éveil, pour retomber dans ces passions néfastes, et oublier d'un seul coup le bien-être de tous les êtres sensibles. En effet, l'esprit d'Éveil consiste dans le souhait profond d'apporter le bonheur et de délivrer de toutes les souffrances tous les êtres de l'univers. Perdre de vue cette aspiration revient à porter préjudice à l'ensemble de tous ces êtres !
                « Car si moi-même suis diminué

                  En détruisant le bonheur d'un seul être

                  Que dire, lorsqu'est détruit le bonheur

                  Des créatures comprises dans l'infini de l'espace ? » (§ 10, IV)
Pour ne pas s'égarer dans une errance sans fin dans la ronde du samsâra, Shantideva encourage le pratiquant à ne pas perdre l'esprit d'Éveil si fondamental et à mettre un terme à ce jeu de dupes où s'enchaînent perte et redécouverte de l'esprit d'Éveil. Cette pratique en dents de scie nous fera tourner encore et encore dans le samsâra et nous écartera pour longtemps des terres des bodhisattvas. Les fautes morales commises dans nos moments d'intermittence de la vertu risquent de nous empêcher de retrouver dans notre prochaine vie la précieuse existence humaine. Et sans le support d'un corps humain, il est presque impossible de cheminer vers l'Éveil.

Donc nous avons la liberté incroyablement précieuse d'être né humain (ce qui est un privilège très rare dans notre univers) et en plus nous avons été mis au contact de cette liberté fondamentale qu'est l'esprit d'Éveil. S'en détourner maintenant, alors que nous sommes en connaissance de cause, serait quelque chose de particulièrement pitoyable.
                « Il n'y a pire duperie,

                  Il n'y a pire folie

                  Que de ne pas cultiver le bien

                  Après avoir acquis une telle liberté. » (§ 23, IV)
Si au moins on était dans l'ignorance du Dharma ou dans l'incapacité de le comprendre comme un chat ou une panthère, on pourrait comprendre la conduite insensée à l'encontre de la vertu et du bien des êtres. Mais celui qui sait et qui pourtant se perd complètement dans les passions destructrices et l'appât du gain, celui-ci s'expose frontalement à des remords et des regrets amers quand le temps aura passé et qu'il verra la vanité et l'inefficacité totale de ses mauvaises actions.

Les passions destructrices ou émotions perturbatrices (skt. klesha) sont nos véritables ennemis parce qu'elles nous jettent dans le guet-apens des fautes morales et des renaissances malheureuses. Il est donc de première importance de garder une attention soutenue face à cet ennemi sournois et de le connaître intimement pour ne pas laisser se faire déborder par lui. Mais il y a un paradoxe :
                « Les ennemis telles l'aversion et la soif

                  N'ont ni jambes, ni bras

                  Et ne sont ni braves, ni intelligents.

                  Comment ont-ils pu faire de moi leur esclave ?

                  Tandis qu'ils habitent mon esprit,

                  A leur guise, ils me frappent.

                  Sans m'irriter envers eux, je suis patient.

                  Pourtant, ce ne sont pas des objets de patience, mais de blâme !» (§ 28 & 29, IV)
Les passions n'ont ni la force physique pour nous contraindre, ni une intelligence rusée pour nous tromper ; mais pourtant elles ont la puissance de nous conduire dans des destinées malheureuses comme les enfers. En fait, nous avons une patience incroyable envers elles : nous accueillons volontiers la colère, l'orgueil ou l'envie, alors que ces passions nous causent du tort de manière subtile ou évidente. Shantideva nous invite donc à trancher, avec cette grande tolérance envers les passions destructrices. C'est envers les êtres qui nous font du mal qu'il faut être patient et non pas envers les passions qui envahissent notre esprit ! Ces passions, il faut les combattre ! il faut éviter d'avoir de la colère contre les gens, les accueillir avec patience, mais on peut chasser sans ménagement et avec impatience cette colère de notre conscience !
                « Passions, passions ! Où irez-vous une fois écartées de mon esprit,

                  Anéanties par l'œil de la sagesse ?

                  Où demeurerez-vous afin de me nuire?

                  Mais, faible d'esprit, j'en suis arrivé à ne plus faire d'effort.

                  Les perturbations n'habitent pas les objets, ni les sens, ni l'intervalle, ni

                                                            ailleurs.

                  Où vivent-elles pour tourmenter le monde entier ?

                  Elles s'apparentent à des illusions; donc que mon cœur abandonne toute crainte

                                                             et s'applique à la sagesse,

                  Car pourquoi, sans raison, devrais-je souffrir dans les enfers ?» (§ 46 & 47, IV)
S'appliquer constamment à l'esprit d'Éveil permet de cultiver "l'œil de la sagesse" qui dissipera l'illusion des passions. Voilà pourquoi il est si important d'y accorder son attention encore et encore. Il n'y a pas de raison de se faire souffrir inutilement en perpétuant le pouvoir des passions destructrices.
Les chapitres 5 à 10 sont consacrés à la description des six perfections du bodhisattva dans l'ordre suivant :

### 5. La garde de la vigilance
« La garde de la vigilance

  Se définit en bref comme

  L'examen répété

  De l'état physique et mental » (ch.5;108)
Ce chapitre traite donc de la perfection de discipline (ou vertu transcendante de discipline, en sanskrit : shila paramita). Il est remarquable de noter qu'au lieu de définir la perfection de discipline par les prescriptions et les règles d'une bonne conduite bouddhiste, Shantideva définit celle-ci par la garde de la vigilance, c'est-à-dire "l'examen répété de l'état physique et mental". Pour lui, cette vigilance est la clef de voûte de la discipline. Si on ne garde pas l'esprit, celui-ci peut devenir incontrôlable et destructeur:
                « Aucun éléphant ivre et indompté

                  Ne pourrait faire autant de mal

                  Que notre esprit qui, livré à lui-même,

                  Nous inflige les maux des Enfers Insurpassables » (§ 2, V)

Il est primordial de dompter son esprit afin de dompter ses démons, ses peurs et ses tentations. Tous ceux-ci sont des créations de l'esprit ; et donc, dans l'univers, rien n'est à craindre que l'esprit incontrôlé et cédant aux passions furieuses et destructrices. Car c'est l'esprit qui travaille et construit notre réalité heureuse ou malheureuse.
                « C'est ainsi que Celui-qui-dit-vrai

                  A montré que les peurs

                  Et les insondables souffrances

                  Émanent toutes de l'esprit » (§ 6, V)
Veiller à l'esprit, c'est donc lui permettre de se développer harmonieusement et donc de contribuer activement à l'harmonie du monde. C'est donc le point-clef de la discipline pour Shantideva; et cette garde de la vigilance prévaut largement sur les autres préceptes : " À quoi bon trop d'austérités ? La garde de mon esprit sera ma seule ascèse !" (§ 18, V) Cet impératif de l'attention et de la vigilance peut toutefois être relâché en certaines circonstances :
                « Si dans certains cas, un danger ou une fête,

                  Ce n'est pas possible, agissez à votre gré.

                  Au temps de la générosité, est-il dit,

                  On peut se détendre en matière de discipline. » (§ 42, V)
Si on est poursuivi par un tigre, on ne sera peut-être vraiment dans la situation adéquate pour être parfaitement attentif à son état physique et mental. On n'a que la préoccupation de fuir à toutes jambes ! Pareillement, pendant la fête, l'attention peut aussi momentanément se relâcher pour goûter à ce moment de joie partagée. Cette strophe 42 est très notable du fait de cette irruption soudaine de la fête dans un texte par ailleurs très ascétique !

Cette garde de la vigilance a le grand avantage de nous permettre de nous tenir éveillé quand on se serait tenté de céder à la colère ou des comportements nuisibles pour nous-mêmes et pour autrui. La garde de vigilance nous permet de "rester de bois" quand cela se produit. La garde de la vigilance permet de ne pas être obnubilé par l'illusion du corps. Le corps est imparfait : il est voué à la maladie, au vieillissement et à la mort; et pourtant, nous le chérissons. Être attentif à ce corps permet de s'en détacher et de ne plus en être l'esclave. Shantideva encourage alors le pratiquant à s'en servir comme d'un véhicule pour venir en aide aux êtres vivants, et non plus comme l'objet de toute notre affection (et donc aussi de tous nos soucis).
                « Considérons ce corps comme un navire,

                  Un moyen d'aller et de venir, rien de plus,

                  Et transformons-le en corps d'exaucement

                  Pour accomplir le bien des êtres. » (§70, V)
Ainsi, on sera attentif et attentionné aux autres. On traitera les autres avec douceur. On ne les importunera pas et on ne leur imposera pas notre présence vulgaire, bruyante ou envahissante en restant discret.
                « Le héron, le chat et les voleurs

                  Se déplace furtivement sans faire de bruit,

                  Et c'est ainsi qu'ils atteignent leurs fins :

                  Les sages devront toujours les imiter. » (§ 73, V)
Le pratiquant spirituel sera aussi particulièrement attentif à tous les enseignements de sagesse d'où qu'ils viennent. Il sera attentif aux qualités des autres et s'en réjouira vivement. Se réjouir des réussites des autres est source d'une grande joie et la base du sentiment de la communauté et de la solidarité. Il en ressort d'innombrables bienfaits. De manière générale, chaque rencontre doit être vue comme une occasion d'Éveil :
                « Quand nous posons les yeux sur un être,

                  Que ce soit avec franchise et bienveillance,

                  Et pensant que c'est grâce à lui

                  Que nous atteindrons la bouddhéité.» (§ 80, V)

### 6. La patience
La patience est une perfection représentative d'un Mahayana gradualiste à l'extrême. En effet, dans cette perspective graduelle :
  « La générosité, la vénération pour les bouddhas, 

  Le bien qu'on a fait 

  Pendant des milliers d'ères,

  Tout cela est détruit par un instant de haine. »

                                                       (VI:1)
Shantideva y stigmatise la colère comme le pire mal, le pire ennemi du bonheur. Face à ce mal dévastateur, l'antidote est la patience. Et cet antidote a d'autant plus de valeur aux yeux de Shantideva que ce mal est dangereux:
                « Il n'y a pas de vice égal à la haine,

                  Ni d'ascèse égale à la patience ;

                  Il faut donc, par des moyens variés,

                  Cultiver activement la patience. »(VI:2)
À partir de cette prémisse selon laquelle la colère est la pire des fautes et la patience par conséquent le meilleur des remèdes (puisqu'il contribue à éradiquer ce mal, la colère), Shantideva développe une logique particulièrement saisissante qui fait de ce sixième chapitre exposant la perfection de patience un sommet du Bodhisattvacharyavatara. On va essayer ici de donner les grandes lignes de ces raisonnements sur la colère et la patience.

La colère envenime notre vie par sa force de destruction. Tout doit être mis en l'œuvre pour l'enrayer. C'est pourquoi il faut analyser tous les maux que la colère provoque et comprendre d'où elle vient. La colère naît de nos frustrations et des douleurs ressenties lors des épreuves et des problèmes qui se dressent devant nous et font obstacle à nos désirs et à notre volonté.
                « Se nourrissant du mécontentement

                  Né de l'accomplissement de ce que je ne veux pas

                  Et des obstacles à ce que je veux,

                  L'aversion s'accroît et me détruit. » (§ 7, VI)
Ces problèmes et ces déboires sont la source de tracas, de soucis, d'inquiétudes, d'irritations et de ressentiment. Pourtant on ne devrait pas s'en faire. En effet :
                « S'il y a une solution,

                  Pourquoi s'attrister ?

                  S'il n'y a pas de solution,

                  Pourquoi s'attrister ? » (§ 10, VI)
S'il y a une solution, on devrait tout mettre en œuvre pour trouver cette solution et rester dans la joie d'être en train de résoudre les problèmes qui nous accablent. S'il n'y a pas de solution, on peut avoir le cœur léger puisqu'il n'y a qu'à lâcher prise, se laisser aller au cours des choses et accepter notre sort avec sérénité. La colère ne servira à rien puisqu'il n'y a pas de solution ; la colère ne fera qu'assombrir ce qui est déjà bien pénible comme ça !

Il faut donc à apprendre à endurer la souffrance et la douleur sans s'énerver et sans perdre patience. Il faut apprendre à ne pas laisser la colère nous agiter de rage et diriger nos mouvements et nos jugements. Cela doit se faire selon un processus très graduel. Progressivement, on abandonne la colère en augmentant notre capacité à endurer des situations de plus en plus pénibles. Il faut commencer par de toutes petites choses comme savoir patienter en attendant le bus ou endurer un piqûre de moustique, et puis progressivement, notre patience se renforce, nous rendant maîtres de nous-mêmes face à de lourdes épreuves et de grandes adversités.
                « Il n'est rien qui, par l'accoutumance,

                  Ne devienne aisé.

                  Aussi en vous familiarisant avec de moindres maux,

                  Apprenez à en supporter de grands. » (§ 14, VI)
Le véritable combat n'est donc pas contre notre ennemi détesté, mais contre la colère, notre véritable ennemie. L'héroïsme consiste donc à vaincre notre haine.
                « Ceux qui, dédaignant la souffrance,

                  Détruisent l'aversion et autres ennemis,

                  Sont d'héroïques vainqueurs.

                  Le reste n'est que tueurs de cadavres. » (§ 20, VI)
Shantideva nous incite alors à changer radicalement notre point de vue sur la souffrance et à en voir les qualités cachées.
                « Par ailleurs, la souffrance a d'excellentes qualités :

                  Nous affligeant, elle dissipe notre arrogance,

                  Nous rend compatissant envers les êtres du samsâra,

                  Nous fait éviter les fautes et aimer la vertu. » (§ 21, VI)
En outre, la colère comme tous les autres phénomènes est produite à partir de causes et de conditions extérieures à l'individu qui se met en colère contre nous. Quand on voit cet enchaînement de causes qui conduisent à l'émergence de cette colère, on commence à relativiser cette colère. De la même façon qu'on ne s'emporte pas contre une maladie qui nous accable, on ne devrait pas s'emporter non plus contre les êtres conscients car eux aussi sont poussés dans leurs actions par des causes et des conditions qui les contraignent à agir comme ils agissent :
                « Toutes les fautes,

                  Toutes les variétés d'erreurs

                  Se produisent par la force de conditions;

                  Elles ne sont pas indépendantes.

                  (…) Ayant compris cela, je ne m'irriterai pas

                  Contre des phénomènes analogues à des apparitions.

                  Par conséquent, à la vue de l'activité incorrecte

                  D'un ami ou d'un ennemi,

                  Il faut se dire: "Cela provient de telles et telles conditions"

                  Et demeurer dans la joie. » (§ 25, 31 & 33, VI)
Les personnes sous l'emprise des passions néfastes se nuisent à elles-mêmes ; elles vont même jusqu'à se suicider. Pourquoi donc épargneraient-elles les autres dans leur fièvre destructrice ? Il faut ainsi chercher à comprendre l'enchaînement causal qui les pousse à agir comme cela, afin de se détacher de nos jugements de colère et de ressentiment à leur encontre. On pourrait alors arriver à deux conclusions opposées quant à la nature de ce mal en eux : 1°) ces gens colériques et malveillants sont mauvais par nature ; 2°) ces gens colériques et malveillants ne sont en colère et dans la malveillance qu'à la suite de certaines circonstances accidentelles. Cette colère est due à des causes particulières et disparaîtra à un moment ou à un autre.

Dans le premier cas, il ne faut pas se mettre en colère, parce que si leur nature est d'être mauvais, ils n'y peuvent rien. Il faut les accepter comme ils sont, de la même façon qu'on sait que la nature du feu est de nous brûler si on le touche.
                « S'il était dans la nature des puérils

                  De nuire à autrui,

                  Il serait aussi inopportun de s'irriter à leur endroit

                  Que contre le feu dont la nature est de brûler. » (§ 39, VI)
Dans le second cas, la colère est aussi inopportune parce que c'est une affectation passagère extérieure à la personne en colère.
                « Et si ces fautes étaient accidentelles

                  Aux êtres dont le caractère est stable,

                  La colère à leur égard ne serait pas plus logique à leur égard

                  Que contre le ciel envahi par la fumée. » (§ 40, VI)
Dans les deux cas, il vaut mieux abandonner la colère, car c'est cette colère qui a poussé l'autre à me nuire et c'est cette colère qui pourrira durablement ma vie si je lui cède. C'est donc bien la colère notre véritable ennemie :
                « Alors qu'en vérité, je suis frappé par le bâton,

                  Je m'irrite contre celui qui le manipule ;

                  Or, lui-même étant secondaire et mû par l'aversion,

                  Il serait correct de me fâcher contre elle. » (§ 41, VI)
Shantideva invoque alors la loi du karma qui explique que les maux subis dans cette vie sont le résultat d'actions malveillantes accomplies dans le passé (de cette vie ou d'une vie antérieure) et que l'on paie aujourd'hui.
                 « Auparavant j'ai accompli des méfaits

                  Semblable envers les êtres ;

                  De ce fait, il est juste que ces maux

                  Rejaillisse sur moi qui ai nui aux autres. » (§ 42, VI)
Donc si je subis des méfaits, c'est la conséquence de mes actes passés qui avaient causé des torts aux autres. Or comme on l'a vu plus haut: "il n'y pas d'ascèse comparable à la patience" (§2, VI). Si donc maintenant je pratique la patience, je vais m'élever spirituellement et goûter de suprêmes félicités tandis que mes bourreaux vont tomber dans les enfers du fait de leurs mauvaises actions sous l'emprise de la colère. La relation s'inverse : je suis leur bourreaux tandis que les bourreaux sont mes victimes !
                 « C'est poussé par mes actions

                   Qu'apparaissent mes persécuteurs.

                   Si à cause de leurs méfaits, ils tombent en enfer,

                   Ne suis-je pas leur meurtrier ?

                   M'appuyant sur eux, je purifie de nombreuses fautes

                   Par l'exercice de patience;

                   S'appuyant sur moi, ils tomberont pour longtemps

                   Dans les souffrances infernales.

                   Puisque je suis leur persécuteur

                   Et qu'ils sont mes bienfaiteurs,

                   Pourquoi, esprit cruel,

                   T'emportes-tu de manière erronée ? » (§ 47-49, VI)
Dans cette vue de l'esprit, l'ennemi n'est plus un ennemi, mais l'occasion rêvée de pratiquer l'ascèse de patience, la voie royale vers l'Éveil et la félicité ! On devrait donc se féliciter de faire pareille rencontre ! C'est là le retournement qu'opère Shantideva dans ce sixième chapitre du Bodhicharyavatara : Shantideva change radicalement notre façon de voir les tourments qu'on nous fait endurer afin de nous libérer de tous ces jugements que nous opérons en permanence et qui finissent par nous emprisonner. Le bourreau, l'ennemi est l'occasion de pratiquer la patience au même titre que le mendiant est l'occasion pour moi de pratiquer la générosité :
                 « Le mendiant qui se présente en temps opportun

                   N'est pas un obstacle au don;

                   Et l'on ne peut dire que celui qui confère les vœux

                   Soit un obstacle à l'ordination !

                   Il y a bien des mendiants dans ce monde,

                   Mais rares sont les offenseurs,

                   Car si je nuis pas,

                   Peu de gens me nuiront.

                   Ainsi, tel un trésor surgi dans ma maison

                   Sans effort pour l'obtenir,

                   Je dois aimer mon ennemi,

                   Car il m'assiste dans ma carrière vers l'Éveil. » (§ 105-107, VI)

On pourrait alors penser que refuser de répondre à la colère et à la haine par la violence risque de nous coûter la vie. C'est un risque que Shantideva prend effectivement en compte (même si répondre par violence n'est pas non plus une garantie de rester en vie) ; mais pour Shantideva, la vie n'en vaut pas la peine si c'est pour vivre en accomplissant toutes sortes de turpitudes et créant la douleur pour soi-même et les autres. Par ailleurs la vie est comme un rêve illusoire. Au réveil, ce rêve disparaît, quelle qu'ait été sa durée :
                 « Mieux vaut la mort aujourd'hui même

                   Qu'une longue vie par des moyens d'existence erronés,

                   Car même si les gens comme moi vivent longtemps,

                   Ils n'évitent pas les souffrances du trépas.

                   Une personne éprouve en rêve un siècle de bonheur;

                   Où est ce bonheur au réveil ?

                   Une autre éprouve un instant de bonheur;

                   Où est ce bonheur au réveil? » (§ 57-58, VI)
La colère à l'égard de ceux qui blasphèment contre le Dharma n'est pas non plus propice. En effet, les Bouddhas sont complètement détachés des choses matérielles de ce monde. Que leur importe de perdre un lieu de culte ou une statue en or à leur effigie ?
                 « S'emporter contre ceux qui outragent

                   Les statues, les stoupas

                   Et le sublime Dharma est inapproprié,

                   Car les Bouddhas n'en souffrent pas. » (§ 64, VI)
Face à de tels blasphémateurs, pratiquer la sagesse, l'esprit d'Éveil, la bienveillance et la patience sont certainement de meilleurs moyens d'honorer et respecter les Bouddhas.

De manière générale, le détachement est indispensable pour cultiver la patience. En effet, c'est l'attachement à un objet qui nous plonge dans la détresse quand nous perdons cet objet ou que celui-ci est détruit. C'est pourquoi il est important de remédier d'abord à cet attachement :
                 « Par exemple, quand le feu a pris dans une maison

                   En atteint une autre,

                   Il est avisé de retirer la paille et autres matières

                   Qui pourraient causer sa propagation.

                   De même, quand le feu de l'aversion se propage

                   Vers ce par quoi mon esprit est attaché,

                   De peur que mes mérites ne soient consumés,

                   Je dois à l'instant abandonner cet attachement.» (§ 70-71, VI)
Il est ainsi particulièrement judicieux selon Shantideva de ne pas s'attacher à la bonne réputation et à la réussite sociale. Si des gens médisent contre nous, il est juste de cultiver aussi la patience à leur égard. La renommée n'est qu'un mot qui ne mérite pas qu'on se soucie pour elle ou qu'on lui sacrifie tout. Le jugement des autres est leur affaire qui les concerne intérieurement ; ce n'est donc pas quelque chose qui devrait m'affecter si je faisais preuve de lucidité.
                 « Les honneurs de la louange et de la renommée

                   Ne m'apportent ni des mérites, ni la vie,

                   Ni la force ou la santé,

                   Ni même le bien-être physique.

                   Si je savais ce qu'est mon bien,

                   Comment le verrai-je dans ces choses ?» (§ 90-91, VI)
L'individu sage sait que la renommée n'est pas la condition du véritable bonheur. La renommée est quelque chose de fluctuant qui évolue au gré des rumeurs, des on-dit et des préjugés. Il n'y a rien là-dedans auquel il faille s'attacher. Il y a quelque chose d'assez puéril à s'accrocher à ces enjeux de gloire et de prestige sociaux que Shantideva compare aux jeux des enfants :
                 « Lorsque leurs châteaux de sable s'effondrent,

                   Les enfants se désespèrent;

                   De même, quand renommée et éloge faiblissent,

                   Mon esprit est comme un enfant. » (§ 93, VI)
Un pratiquant sur le chemin de l'Éveil n'a donc pas besoin de s'attacher à des réalités aussi évanescentes que des conventions mondaines telles que la gloire, la frime, la réputation ou le prestige. Plus ce sont là des liens sociaux qui entravent ce cheminement spirituel. Et on ne va donc pas se plaindre si quelqu'un nous en libère gracieusement :
                 « Moi-même qui œuvre pour ma libération,

                   N'ai nul besoin d'être lié par les gains ou les honneurs;

                   Pourquoi m'irriterai-je

                   Envers ceux qui me délivrent de ces liens ?  » (§ 100, VI)
En conclusion, tous les êtres sensibles ont la nature-de-Bouddha (skt. tathagatagarbha, littéralement: « germe ou matrice de l'Ainsi-Allé »). Ils ont donc une part de l'Éveil parfait et incomparable en eux qui ne demandent que de fructifier. Et il se trouve que la bienveillance et la patience est un moyen extrêmement puissant de faire fructifier ce germe d'Éveil dans les êtres en ce qu'elles abolissent la dualité agressive qui peut se dresser entre les êtres sensibles.
                 « Sans aucun doute, ceux dont la nature est compassion

                   Considèrent tous les migrants comme eux-mêmes;

                   Et ceux-ci voient les Protecteurs dans la nature des êtres.

                   Pourquoi donc manquerai-je de respect aux êtres?

                   Ayant compris cela, je m'efforcerai

                   Par tous les moyens à ce qui est méritoire,

                   Afin que tous soient animés

                   D'un esprit bienveillant les uns envers les autres. » (§ 126 & 69, VI)
Enfin, Shantideva termine son sixième chapitre sur la patience par les avantages que procure la patience. Shantideva esquisse là autant les avantages supra-mondains de libération définitive que les avantages mondains, suggérant là une voie longue et graduelle vers l'Éveil :
                 « Pourquoi ne vois-je pas

                   Que ma réalisation future de la plénitude,

                   La gloire, la réputation et le bonheur

                   Naissent du contentement des êtres.

                   Dans le samsâra, la patience est cause de beauté,

                   De santé et de célébrité;

                   Grâce à elle, je vivrai longtemps

                   Et obtiendrai les larges jouissances d'un monarque universel. » (§ 133 &134, VI)

### 7. La persévérance
Dans ce septième chapitre, Shantideva envisage la quatrième perfection du bodhisattva, à savoir : la perfection de persévérance (ou perfection de courage). Shantideva définit la persévérance comme « L'enthousiasme pour le bien. » (§2, VII).
  « Allant ainsi de bonheur en bonheur,

  Quel être intelligent se découragerait,

  Quand il a obtenu ce char qu'est la Pensée de l'Éveil,

  Qui lui épargne toute douleur et toute fatigue ? »

                                                        (§ 30, VII)
Tandis que la patience était en quelque sorte la vertu passive nécessaire à l'accumulation des mérites en contexte gradualiste, la persévérance représente le même type de vertu considérée du côté dynamique, actif ; du côté de la force et de l'énergie. Mais la même perspective domine : l'éveil semble reculer au-delà de toute limite imaginable :
  « Je dois détruire d'innombrables imperfections,

  Les miennes et celles d'autrui,

  Mais pour chacune d'elles,

  Un océan de périodes cosmiques s'écoulera. »

                                                        (§ 33, VII)
Dans ces conditions, le bodhisattva a pratiquement renoncé au Nirvana pour lui-même afin de se consacrer à libérer les autres, acceptant de renaître et renaître encore pour venir aux secours de tous les êtres sensibles durant des âges sans nombre. C'est contre une telle conception décourageante que les bouddhismes chinois et japonais de la Terre Pure et du Chan ont réagi en facilitant l'accès à l'éveil : en prônant une voie dévotionnelle pour la Terre pure et une voie subitiste axée sur la méditation assise pour le Chan/Zen. Mais la philosophie de Shantideva appartenant de plain pied à la sphère indienne ignore ces débats propres au bouddhisme chinois. En fait, la persévérance dans l'aide à autrui n'a rien de décourageant pour Shantideva : c'est au contraire une perspective particulièrement joyeuse de venir en aide aux autres, de leur apporter du bien-être et de les libérer des souffrances.
La persévérance est donc "enthousiasme pour le bien". Quatre facteurs la contrecarrent : " la paresse, l'attachement au mal, le découragement et le mépris de soi" (§2, VII). Quatre facteurs la renforcent : "l'armée de l'aspiration, de la fermeté, de la joie et du renoncement" (§31, VII). Il ne faut donc pas se laisser aller à l'indolence : " Quiconque s'en remet au sommeil ressemble au buffle devant son exécuteur" (§ 5, VII). Il s'agit de s'appliquer sans tomber dans la distraction, car ce serait renoncer à "la suprême félicité du saint Dharma" (§15, VII) au profit de quelques amusements grossiers qui apportent un bien-être très relatif, voire franchement inconsistant !

On pourrait craindre tous ces efforts exigés par la Voie du Bouddha ainsi que les sacrifices consentis, mais Shantideva fait valoir que cette crainte est injustifiée car le Dharma apporte bien plus de bienfaits que d'ennuis ou de douleurs :
                « Puisqu'il a abandonné les fautes, il n'y a pas souffrance;

                  Puisqu'il est sage, il n'y a pas déplaisir,

                  Car c'est en raison des méfaits et des conceptions fausses

                  Que le corps et l'esprit souffrent.

                  Le corps est heureux par les mérites

                  Et l'esprit par la sagesse;

                  Même vivant dans le samsâra pour le bien d'autrui,

                  Pourquoi les compatissants se décourageraient-ils ? » (§ 27 & 28, VII)
Quand le bodhisattva ou l'aspirant bodhisattva s'imprègne du bodhicitta, l'esprit d'Éveil, le souffle de l'illimité vient l'habiter : pour lui, toute situation de vie devient une occasion de s'éveiller et d'apporter sa bienveillance et sa compassion autour de lui à tous les êtres qui l'entourent. Chacun de ces moments d'éveil est en soi un moment de bonheur et l'esprit d'Éveil permet de les enchaîner comme l'exprime Shantideva dans la strophe 30 :
                « Par conséquent, montée sur le coursier de l'esprit d'Éveil,

                  Qui dissipe toute fatigue et abattement,

                  Allant de bonheur en bonheur,

                  Quelle personne, connaissant cet esprit, serait accablée ? » (§ 30, VII)
Avec cette ferme énergie, le bodhisattva prend confiance en lui-même, en sa capacité de vaincre ses émotions perturbatrices et ses fautes morales. Cette confiance en soi est la fierté d'accomplir sa propre nature-de-Bouddha, mais attention ce n'est pas du tout de l'orgueil : "Ceux que l'orgueil domine sont perturbés : ils n'ont pas confiance en eux-mêmes, car l'homme confiant n'est pas au pouvoir de l'ennemi, tandis qu'eux sont dominés par lui" (§56, VII). L'orgueil est fondamentalement une forme de faiblesse et un manque de confiance. C'est en outre une émotion perturbatrice qui nous enchaîne au samsâra tandis que la confiance en soi du bodhisattva est une force puissante de libération. L'orgueil gâche la vie de ceux qui y cèdent, et obscurcit la véritable nature de la vie. C'est pourquoi il faut s'en détourner; notre persévérance doit nous conduire à une saine fierté de son action éveillée, pas à l'orgueil égotique.
Humble et joyeux, le bodhisattva tel "un flocon de coton au gré des allées et venues du vent" (§ 76, VII) laisse son enthousiasme l'emporter à faire le bien autour de lui dans toutes sortes d'activités et de situations variées.

### 8. La méditation
Ce chapitre comporte deux parties, une première portant sur les conditions favorisant la méditation, la seconde sur la méditation elle-même où Shantideva expose deux méthodes de méditation:
- L'exercice de l'identité de soi et de l'autre (basée sur le principe d'égalité de soi et d'autrui).
- L'exercice de l'échange de soi et de l'autre.

Le but de la méditation est donc de s'affranchir de toute distraction et de toute dissipation « car l'homme dont l'esprit est distrait demeure entre les crocs des perturbations » (§ 1, VIII). De façon tout à fait classique, Shantideva considère que le propos de la méditation est d'apaiser le mental, de l'installer dans une quiétude et une tranquillité constante (c'est le stade de « shamatha ») pour ensuite développer la vision pénétrante qui perce toutes les illusions pour atteindre la véritable nature des choses (c'est le stade de « vipashyana »). Or Shantideva insiste sur le fait que la condition première favorisant shamatha est le détachement par rapport aux activités frénétiques du monde:
                « Ayant compris que les passions sont détruites

                  Par la vision pénétrante munie du calme continu,

                  En premier lieu, je rechercherai le calme continu,

                  Lequel est accompli par ceux qui trouvent leur joie dans le non-attachement

                                                                         au monde» (§ 4, VIII)
Il s'ensuit alors un long passage où Shantideva incite le pratiquant spirituel à se détourner des relations mondaines et des liens contraignants qu'ils impliquent, que ce soit les relations d'amitiés et de copinages, les relations sexuelles, la recherche des honneurs et des richesses. Shantideva en montre systématiquement les désavantages cuisants. Ainsi, les amis sous l'emprise des passions nous entraînent à notre corps défendant dans des entreprises douteuses, vaines et néfastes à cause des liens passionnels et manquant de sagesse que nous tissons avec eux. Par ailleurs, ces amis sont particulièrement instables et peu fiables dans leur amitié du fait de leur avidité et des coups de colère qui peuvent les animer : ces amis peuvent s'emporter et d'un coup devenir des ennemis. Les passions et les émotions perturbatrices font que ces "amis" se révèlent avant tout être une source de problèmes et de tracas ainsi que d'erreurs et de fautes :
                « Jaloux de leurs supérieurs, rivalisant avec les égaux,

                  Arrogants avec leurs inférieurs, suffisant quand ils sont loués,

                  Exaspérés par les propos déplaisants,

                  Aucun profit ne dérive des puérils.

                  En s'associant avec des sots,

                  La non-vertu certainement s'ensuivra:

                  Louange de soi-même, dénigrement d'autrui,

                  Propos sur les joies du samsâra et autres.

                  Ainsi s'associer les uns avec les autres

                  N'apportent qu'infortune,

                  Car ils n'accomplissent pas mon bien

                  Et je n'accomplis pas le leur.

                  Je dois fuir loin des sots.

                  Si je les rencontre, je les traiterai avec aménité,

                  Non pour devenir leur familier,

                  Mais par simple équité. » (§ 12-15, VIII)
Shantideva encourage donc le pratiquant à se détacher des cercles mondains et à vivre retiré dans la solitude, mais (c'est important) pas par haine ou par ressentiment à l'encontre des défauts des gens égoïste qui ne pensent qu'à leur propre petit intérêt, mais bien par compassion par le monde. En fait, l'individu solitaire doit traiter avec aménité et courtoisie les gens qu'ils rencontrent, mais sans chercher à s'associer avec eux en nourrissant des relations privilégiées et intéressées. En fait, il vaut mieux traiter les gens avec équité en leur accordant la même bienveillance et la même compassion à chacun. Ce qui fait qu'on ne penche pas affectivement pour les uns ou pour les autres, privilégiant les uns au détriment des autres, ce qui entraîne des tensions et des conflits entre les différentes factions. Pour éviter cela, il faut cultiver l'équanimité, l'égalité de jugement bienveillant que nous pouvons avoir à l'égard de tous. Et cette équanimité est nettement plus facile à pratiquer dans la solitude.

Pareillement, Shantideva exhorte les pratiquants dans un long passage (§ 40 à 71) à se détacher des relations sexuelles, parce que celle-ci ont un pouvoir énorme d'attachement affectif et créent des liens dont il est particulièrement ardu de se libérer ensuite :
                « Mais ces femmes, ce sont des squelettes et rien d'autre;

                  Sans indépendance, non-existant en soi.

                  Plutôt que de les désirer jusqu'à l'obsession,

                  Pourquoi ne pas me diriger vers l'au-delà de la souffrance (le Nirvâna) ?»

                                                              (§ 42, VIII)
Ensuite, Shantideva envisage tous les désavantages qu'il y a à poursuivre avidement les biens et les richesses. On travaille de manière harassante sans véritable garantie de succès, on peut perdre tout ce qu'on avait à la suite d'une mauvaise affaire, un vol ou des impôts exorbitants promulgués par le roi. On accomplit de mauvaises actions pour parvenir à nos fins, ce qui nous vaudra des actes de vengeance ou des punitions dans cette vie ou une mauvaises renaissance dans les vies prochaines. En plus, l'argent nous obsédant nous détourne du Dharma et les inquiétudes liées aux gains et aux pertes nous détournent radicalement de la quiétude mentale de shamatha. Donc, ce but d'obtenir des espèces sonnantes et trébuchantes, qui semblait très scintillant et alléchant s'avère être une bien mauvaise affaire ! "À cause des tourments liés à son accumulation, à sa préservation et à sa perte, je devrais comprendre que l'opulence est une immense infortune." (§ 80, VIII). Cette quête effrénée de richesses suscite énormément de désagréments et très peu de bienfaits. En fait, les maigres profits auxquels on peut parvenir peuvent se comparer selon Shantideva "aux quelques bouchées d'herbe mangées par les bœufs tirant la charrette" (§81, VIII).

Shantideva exalte donc en conclusion de la première partie de ce VIIIe chapitre sur la méditation la solitude et la vie dans les bois, loin de l'agitation mondaine et des conflits des hommes, solitude propice à la contemplation et à la réflexion bienveillante sur ce qui est bénéfique à son prochain.
                « Heureux dans des maisons faites de large pierre plate

                  Et rafraîchies par le santal des clairs de lune,

                  Qu'éventent les douces et silencieuses bises des bois,

                  Ils marchent en réfléchissant à ce qui est bénéfique pour autrui.

                  Ils séjournent le temps qu'il leur plaît

                  Dans des maisons abandonnées, des grottes, au pied des arbres;

                  Exempt de l'embarras de s'attacher et d'avoir à préserver leurs possessions,

                  Ils vivent indépendant et libre de souci.

                  Allant à leur guise, détachés,

                  N'étant liés à personne,

                  Ils connaissent un bonheur et un contentement

                  Que les puissants eux-mêmes atteignent difficilement.»(§ 86-88, VIII)
La seconde partie du VIIIe chapitre aborde donc la méditation proprement dite, mais sous un angle très particulier. La méditation pour Shantideva est une expression particulière de l'esprit d'Éveil, la bodhicitta. Shantideva ne voit pas l'absorption méditative comme un moyen d'atteindre des états transcendantaux de conscience, mais bien comme une méthode pour comprendre les autres en s'identifiant complètement à eux. En s'identifiant à eux, on comprend mieux leur subjectivité et donc on comprend mieux leurs besoins et leur condition ; on peut alors leur venir en aide plus efficacement.

Le préalable pour entrer dans cette méditation de l'identification à l'autre est d'accepter l'idée de l'égalité entre soi-même et autrui :
                « Je dois d'abord m'efforcer

                  De cultiver l'égalité de soi-même et des autres.

                  Je dois les protéger tout comme moi-même,

                  Car nous sommes égaux devant le bonheur et le malheur. » (§ 90, VIII)
On peut comparer les autres et nous-mêmes aux différentes partie du corps, la main, le bras, etc. L'intérêt de la main ne peut pas sérieusement être dissociées de l'intérêt du bras ou de la tête. Tous poursuivent le même but qui est le bien-être du corps. Nous avons tous le même but qui est le désir de bonheur. Ma souffrance n'affecte pas le corps d'autrui, mais elle m'est insupportable, tout comme la douleur d'autrui ne m'affecte pas, mais est insupportable pour lui. Il n'y a pas à privilégier une souffrance plutôt qu'une autre; dans tous les cas, c'est de la souffrance difficile à endurer pour des êtres vivants. Nous sommes identiques dans notre recherche de bonheur comme dans notre refus de la souffrance. Je n'ai donc rien de particulier. Pourquoi privilégier moi-même au détriment des autres ?
L'argument qui est de dire que la souffrance d'autrui ne m'atteignant pas, je ne dois pas m'en préoccuper ne tient pas : en effet, je me protège bien des souffrances à venir qui ne m'atteignent pas présentement (en faisant la récolte et en engrangeant le blé et les céréales pour prévenir la faim et la disette de l'hiver). Par ailleurs, si la main droite soigne bien la main gauche qui est blessée, pourtant ce n'est pas la main droite qui est touchée.

Par ailleurs, le "je " qui possède qui possède la souffrance est une illusion. La souffrance n'appartient donc à personne, pas plus à moi qu'à un autre. Il n'y a donc pas à cibler entre les souffrances que l'on combat et celles qui nous indiffèrent :
                « Ce qu'on nomme "continuité" et "agrégat"

                  Est faux comme "rosaire" ou "armée".

                  Il n'existe pas de possesseur de la souffrance,

                  Par conséquent comment pourrait-on la posséder ?

                  La souffrance n'ayant pas de propriétaire

                  N'est celle de personne en particulier.

                  C'est parce qu'elle est souffrance qu'il faut l'éliminer:

                  A quoi bon faire des discriminations ? » (§ 101-102, VIII)
Un rosaire n'existe que parce qu'un ensemble de grains ou perle reliés par un fil viennent composer le rosaire. Le rosaire n'a donc pas d'identité propre. Pareillement, une armée n'existe pas indépendamment des soldats et des bataillons qui la composent. Enlevez les soldats et les troupes et vous n'aurez plus d'armée. L'armée n'a donc pas non plus d'existence propre. Or conformément à la doctrine bouddhique classique, l'homme est un conglomérat d'éléments épars que techniquement on répertorie sous le nom de "continuum d'instants de conscience" et d'"agrégats". L'homme comme tout être sensible n'existe pas indépendamment de ces éléments constitutifs, ce qui fait que son "soi" ou son ego n'a pas d'existence propre. Le possesseur de la souffrance, le "je" qui dit : "je souffre" est une illusion. Il n'y pas de souffrance que je possède, il n'y a que de la souffrance toujours insupportable à laquelle il faut toujours tenter de remédier. La souffrance, c'est ce qu'il faut éliminer sans se préoccuper à qui elle appartient. "Si je combats la douleur, je dois combattre celle de tous. Sinon pas plus la mienne qu'une autre ! " (§ 103, VIII).

On pourrait voir alors la compassion comme une immense source de soucis, de problèmes et de maux, puisqu'on se met en tête de résoudre toutes les souffrances du monde. Mais Shantideva répond à cela que ce n'est pas vrai : les souffrances des êtres égoïstes sont largement plus intenses que celles des compatissants dans la mesure où ces derniers ne sont pas attachés, rivés même à leur intérêt personnel. Par ailleurs, les compatissants trouvent leur joie et leur plaisir dans l'acte de venir en aide à leurs prochains, cela leur donne une force spirituelle considérable :
                « Ainsi ceux dont l'esprit est accoutumé (à l'égalité de soi et d'autrui)

                  Prennent plaisir à apaiser la douleur des autres,

                  Et entrent dans l'Enfer intolérable

                  Tels des cygnes plongeant dans un étang de lotus. »(§ 107, VIII)
Ainsi cette réflexion approfondie et cette méditation sur l'égalité de soi-même et d'autrui conduit à la méditation de l'identification de soi-même et d'autrui. On en vient progressivement à voir les choses à travers le point de vue de l'autre. Notre capacité d'empathie s'en trouve alors considérablement accrue. On apprend à ressentir les choses comme les autres les ressentent. Le corps des autres devient en quelque sorte notre corps :
                « Pareillement, pourquoi donc ne considérai-je pas

                  Le corps d'autrui comme "moi" ?

                  De cette manière, il n'est pas difficile

                  D'établir que mon corps est aussi celui d'autrui. » (§ 112, VIII)
Cette identification de soi-même à autrui est un exercice spirituel qui précipite notre élan de compassion à vouloir aider les autres. Si l'on identifie à l'autre, la douleur de l'autre nous devient aussi insupportable que si nous-mêmes l'éprouvions. C'est une inspiration puissante pour nous inciter à cultiver l'altruisme.

En changeant radicalement notre point de vue sur les êtres et les choses et par la puissance de la compassion et de la bienveillance, on peut changer la vie et les gens ou du moins la façon dont nous les considérons. Des gens qui nous sont très désagréables et qui suscitaient de l'aversion peuvent devenir agréables à force de méditation et de transformation spirituelle de notre point de vue :
                « Je ne me détournerai pas de la difficulté

                  Car, par la force de l'habitude,

                  L'absence de celui dont le seul nom me terrifiait

                  Me rend malheureux »(§ 119, VIII)
Cette identification de soi-même à l'autre (basée sur le principe moral d'égalité de soi-même et d'autrui) est donc la première méthode de méditation prônée par Shantideva. La seconde est l'échange de soi pour autrui qui est la radicalisation de l'identité de soi-même à autrui :
                « Quiconque souhaite rapidement devenir un refuge

                  Pour soi-même et autrui

                  Devra pratiquer le suprême mystère:

                  L'échange de soi pour autrui » (§ 120, VIII)
S'étant identifié à l'autre, on se voit soi-même comme un autre qui va servir les intérêts de l'autre. En effet, dans la vie, nous attendons des autres qu'ils servent nos intérêts égoïstes comme un roi attend de ses sujets qu'ils accomplissent ses désirs comme des ordres. Et les autres attendent de nous exactement la même chose : que l'on serve leur intérêt égoïste. Le malheur est que généralement nos attentes ne sont pas exaucées ou alors très partiellement, ce qui nous frustre et nous irrite. Nos désirs d'être servis sont constamment contrariés parce que les autres ont eux aussi leurs propres envies frustrées. L'échange de soi pour autrui nous incite à exaucer les envies des autres parce que c'est ce qu'ils souhaitent. Nous nous mettons à la place de l'autre et il en ressort que l'autre voudrait nous utiliser en faveur de ses fins personnelles. De notre propre point de vue, c'est inacceptable, car personne n'aime être asservi. Et cette confrontation entre désirs conduit à des luttes de pouvoirs et des affrontements. Mais l'échange de soi pour autrui nous rend cela acceptable parce que nous appréhendons la situation à travers la subjectivité de l'autre !

Grâce à l'échange de soi pour autrui, on inverse complètement la manière ordinaire d'appréhender notre rapport à l'utilité des choses :
                « "Si je donne, comment jouirai-je ?"

                  Cette pensée égoïste appartient aux démons.

                  "Si je jouis, comment donnerai-je ?"

                  Cette pensée altruiste est une qualité divine. » (§ 125, VIII)
Cela peut sembler suicidaire, mais très paradoxalement, c'est bien là, selon Shantideva, le meilleur moyen d'obtenir le bonheur dans cette vie. L'égoïsme nous conduit infailliblement à l'affrontement et à la frustration parce que les autres cherchent eux aussi leur intérêt égoïste, et que tôt ou tard, cela nous conduit à des conflits d'intérêts, chacun essayant de tirer la couverture à soi. Travaillant au bonheur des autres, je serai beaucoup plus détaché, libre des soucis de savoir si je vais satisfaire ou non mes buts égoïstes. Et par ailleurs, la loi du karma fera que cela me sera amplement rendu : "En m'employant dans l'intérêt d'autrui, je connaîtrai la condition d'un seigneur" (§129, VIII).

Shantideva résume donc ce principe de vie par la célèbre formule :
                « Toutes les joies de ce monde

                  Proviennent du désir du bonheur d'autrui,

                  Tous les malheurs de ce monde

                  Proviennent du désir de son propre bonheur. »(§ 129, VIII)
Shantideva développe alors tout un exercice spirituel (§ 140 à 154) qui vise à prendre la place de l'autre, y compris dans ses envies et ses stratégies égoïstes pour asservir autrui (c'est-à-dire soi-même ici !), à le jalouser et le diminuer à ses yeux. Acceptant complètement ces visées égoïstes de la part de l'autre, on essaye de son plein gré d'exaucer ces souhaits égoïstes comme si c'était pour nous que nous le faisions ! Le but est de chérir l'autre plus que soi-même, de se donner intégralement à l'autre. On se comporte comme un voleur qui déroberait ses propres biens pour le donner aux autres ! Par ce biais, on peut vaincre complètement l'égoïsme.

### 9. La sagesse
Ce chapitre philosophiquement important se présente sous la forme d'un dialogue entre les arguments du madhyamika (l'école du Milieu) et ceux des écoles bouddhistes et hindouistes. Shantideva est un adepte de l'école du Milieu (madhyamika) et ses adversaires font partie des écoles bouddhistes (réalistes, idéalistes) et non-bouddhistes (Sāṃkhya, Nyaya, atomistes, matérialistes). Il s'agit pour Shantideva de réfuter toutes les objections face à la thèse centrale de l'école du Milieu : la vacuité d'existence ultime. La vacuité finit par imposer le silence à tous les objecteurs.

La prise de l'esprit d'Éveil ainsi que la pratique des perfections (paramita) du bodhisattva ont pour but in fine de développer la sagesse. Et la sagesse vise à trouver la vie juste qui nous délivrera de la souffrance. Et comment la sagesse nous délivre-t-elle ? Par la vision pénétrante de la vérité, ou plus exactement des deux facettes de la vérité: la vérité relative et la vérité ultime :
                « Le relatif, ce qui voile, et l'ultime

                  Sont acceptés comme les deux vérités.

                  L'ultime n'est pas du domaine de l'intellect

                  Car ici l'intellect est dit "ce qui masque" » (§ 2, IX)
La vérité relative est la vérité de notre expérience de la vie, le monde des apparences dans lequel nous vivons. C'est une vérité relative à un point de vue, à un lieu et à un moment. Aujourd'hui par exemple, je suis dans tel lieu et j'accomplis telle action ou une autre. La vérité ultime est la vérité fondamentale des choses au-delà des apparences. Le relatif voile parce qu'on a l'impression que les phénomènes sont tout à fait réels alors qu'ils sont évanescents et impermanents comme un mirage ou des bulles d'eau. La vérité ultime est au-delà des apparences sensibles mais aussi des concepts intelligibles parce que le mental est considéré par la philosophie bouddhique comme une faculté sensorielle au même titre que la faculté visuelle ou la faculté auditive. La faculté mentale perçoit des idées, des concepts, des images mentales, des souvenirs, des espoirs, des désirs, toutes sortes de phénomènes mentaux, tout comme la faculté visuelle perçoit des formes visibles ou la faculté auditive des sons et des bruits. La faculté mentale qui pense, réfléchit et comprend des idées relève donc de la sphère du relatif. Et donc l'intellect masque la vérité ultime en ce qu'elle peut donner l'impression tout à fait fausse de comprendre l'ultime par toutes sortes de raisonnements, et notamment tous les concepts d'existence et de réalité que nous avons naturellement tendance à alimenter dans notre ignorance complète de la vérité ultime.

Pour nous détacher de cet attachement à ces pensées d'existence ou de réalité solide des phénomènes, nous avons besoin de réfléchir et de méditer sur la vacuité. La vacuité d'existence ultime nous libère de l'illusion oppressante qui nous fait voir les phénomènes comme étant réels et solides :
                « La vacuité est l'antidote aux ténèbres

                  Formées par le voile des passions et celui qui masque le connaissable.

                  Comment ne pas la méditer

                  Pour qui désire l'omniscience ? » (§ 54, IX)
Cette conscience de la vacuité s'établit progressivement. Il faut d'abord réaliser l'impermanence des objets, les analyser de façon de plus en plus subtile pour voir ensuite qu'ils sont complètement dénués d'existence. Ils ne sont pourtant pas un néant complet : ces phénomènes apparaissent et sont donc l'objet de la vérité relative. C'est pourquoi l'école de Shantideva est appelée "école du Milieu": milieu entre l'extrême de l'être qui prête aux apparences une existence réelle et l'extrême du non-être ou néant qui refuse tout bien-fondé aux apparences.

#### Objection des réalistes (sarvastivadin) (§ 6 à 15, IX)
Les sarvastivadin adhèrent à l'idée que les phénomènes sont certes impermanents et dépourvus d'un soi, mais ont quand même un fondement réel au niveau le plus bas et le plus élémentaires des atomes qui composent la matière et des instants de conscience qui composent le flux de conscience des êtres sensibles. Le nirvâna est pour eux une réalité au-delà de ce monde. Leur critique touche donc à l'évidence du réel. Pour Shantideva, cela est faux "comme la convention de pureté du corps impur" (§6, IX). L'apparence d'un corps en bonne santé peut sembler très pure, mais si on ouvre ce corps, on trouve des viscères, des boyaux, toutes sortes de choses peu ragoutantes. Il en va de même avec les phénomènes qui peuvent sembler très réels à première vue, mais qu'on les observe de plus près et leur caractère vide se révèle.
Autre objection: "Si tous les phénomènes sont irréels, alors le Bouddha sera également faux, et de son culte on ne tirera aucun mérite" (§ 8,i IX). S, Shantideva dit que l'on recevra des mérites illusoires émanant d'un Bouddha illusoire et que ces bienfaits sont analogues à ceux qui viendrait d'un Bouddha qui serait réel. Les réalistes pensent également que les renaissances seront impossibles s'il n'y a pas de substrat réel : "Si les êtres s'apparentent à des illusions, comment, une fois mort, renaîtront-ils ?" (§9, IX) Pour Shantideva, "une illusion dure autant que la collection de ces causes" (§ 10, IX), mais cette illusion-là dure plus longtemps qu'un rêve ou en mirage, certes, mais n'en est pas plus réel pour autant.
Objection morale importante : on pourrait tuer les gens sans remords puisque ceux-ci sont irréels. Mais non, répond Shantideva, les êtres éprouvent la production des vertus et des fautes au moyen d'une conscience illusoire. Et cette conscience est sensible au bien-être et à la souffrance de la même façon qu'on préfère vivre un rêve heureux plutôt qu'un cauchemar horrible. C'est pourquoi nous sommes portés vers les actions bienveillantes car elles améliorent sensiblement notre karma illusoire.

#### Objection des idéalistes (cittamatra) (§ 15 à 29, IX)
Les cittamatrin adhèrent à l'idée d'une conscience non-dualiste ultimement réelle qu'ils appellent la "conscience qui se connaît et s'illumine elle-même". Cette conscience est la base des perceptions et de la réalité sensible selon les idéalistes. Pour Shantideva, cette conscience ne peut se connaître elle-même de la même façon que l'œil ne peut voir l'œil ou que le sabre ne peut se couper lui-même. Cette conscience est elle-même vide d'une existence réelle. Cela semble impossible pour les cittamatrin parce qu'alors l'existence "serait semblable à l'espace vide" (§ 27, IX).

#### Objection contre l'efficacité de la méditation de la vacuité (§ 30 à 39, IX)
Savoir que les choses sont vides d'une existence propre n'est pas nécessairement une certitude que l'on va pouvoir se libérer de cette chose. "Mais même sachant que les phénomènes s'apparentent à des illusions, comment s'opposera-t-on aux passions ? Le créateur de l'illusion d'une femme ne la désire-t-il pas ?" (§30, IX). En fait, la vacuité affaiblit l'importance que l'on donne aux choses et aux événements ; mais elle ne supprime pas nos passions parce que l'empreinte de notre vision pénétrante est encore trop faible. C'est pourquoi l'école du Milieu (madhyamika) prône la nécessité de la conduite éthique afin de se maîtriser et d'agir de meilleure façon. Ce faisant, on se libère progressivement des conceptions extrémistes d'être et de non-être, d'existence et de non-existence et l'esprit s'apaise de lui-même, un peu comme celui qui aurait pris l'habitude de voir des mirages dans le désert ne s'affolerait plus dès qu'il en verrait un se présenter à ses yeux :
                « Quand ni l'existence, ni l'inexistence

                  Ne se présente à l'esprit,

                  Alors en l'absence de toute autre possibilité,

                  L'esprit qui appréhende les objets cesse et s'apaise. »(§ 34, IX)
La légende veut que Shantideva ait prononcé cette stance devant l'assemblée de l'université de Nalanda, il se soit élevé dans les cieux jusqu'à devenir invisible alors qu'on entendait toujours sa voix enseigner le Bodhicharyavatara.

#### Objection sur le bien-fondé des textes et soutras du Grand Véhicule (§ 40 à 53, IX)
La doctrine de Shantideva s'appuie sur les soutras du Grand Véhicule (Mahayana) qui exposent la vacuité d'existence ultime, et plus spécialement sur les Soutras de la Perfection de Sagesse (Prajnaparamita Sutra). Or ce corpus de textes appartenant au Grand Véhicule n'est pas reconnu comme étant authentique par les adeptes du bouddhisme ancien. S'ensuit une controverse où Shantideva explique le bien-fondé de ces textes et réfute les arguments qui dénient tout critère d'authenticité aux Soutras de la Perfection de Sagesse. L'argument selon lequel ces derniers ne sont pas valables puisqu'ils ne sont pas reconnus par tous les bouddhistes est faux puisque cela voudrait dire que les écritures bouddhiques sont invalides dans leur ensemble puisque les hindouistes les contestent ! Le Grand Véhicule est digne de confiance parce qu'il permet d'atteindre le suprême Éveil en se détachant de l'appréhension des phénomènes grâce à la méditation sur la vacuité.

#### Examen de la vacuité et de l'illusion du «je» (§ 54 à 61, IX)
Shantideva se livre ici à un examen très classique du "je" le décomposant en ses différentes parties corporelles (dent, cheveux, ongles, peau, etc.) ainsi que les six consciences sensorielles. Aucun de ces éléments ne peut revendiquer isolément le titre de "je" et l'assemblage de tous ces éléments est instable et fluctuant. Cela ne peut être un "je" stable et permanent. Le "je" est donc clairement une illusion :
                « S'il y avait quelque "je",

                  Il serait légitime de s'effrayer de toute chose;

                  Mais puisqu'il n'y a pas de "je",

                  Qui est là pour engendrer la crainte ? » (§ 56, IX)

#### Objection des hindouistes sur l'existence d'une conscience (§ 62 à 77, IX)
Les samkhyas comme tous les hindouistes croient en une conscience éternelle. Pour les bouddhistes par contre, il n'y a qu'une succession d'instants de consciences sensorielles. Pour les hindouistes, la conscience est comme un danseur qui accomplit toutes sortes de gestes variés dans sa danse (§65, IX). Mais quel que soit son geste, il reste un danseur. Pour les bouddhistes, il ne peut y avoir de conscience s'il n'y a pas conscience d'une chose à travers les facultés sensorielles (le mental étant aussi une faculté sensorielle selon le bouddhisme, faculté qui perçoit les idées, les souvenirs et autres phénomènes mentaux non-matériels). Il n'y a qu'un flux de consciences sensorielles, et pas de conscience centrale permanente.
L'argument très classique des hindouistes consiste alors à dire : "autre celui qui agit, autre qui connaît les conséquences de l'action". On n'éprouverait pas les résultats de ses actions, puisque le soi est fluctuant et varie constamment. La réponse tout aussi classique des bouddhistes est dire qu'il y a bien un flux, un courant de consciences : de la même façon qu'un fleuve n'est pas le même à la source qu'à l'embouchure, mais pourtant reste le même fleuve, nous sommes pas le même à travers le temps, pourtant nous éprouvons une certaine continuité dans l'histoire de notre vie. De plus, Shantideva dit (§71, IX) que la théorie hindoue d'un Soi ou âme éternel ne peut être affecté par les sensations et les événements puisque ce Soi est éternel par définition, donc immuable. L'argument se retournes contre les hindouistes !
S'il n'y a pas d'être animé, pourquoi développer la compassion à leur égard ? En vue du fruit (l'Éveil suprême), on cultive la compassion à l'égard de ces illusions d'êtres ; et la compassion suprême, c'est précisément de ne plus les enfermer dans des conceptions d'êtres sensibles et d'identité permanente, c'est de voir leur caractère illusoire par la conscience de la vacuité et du non-soi. "La méditation sur le non-soi constitue le suprême antidote" (§ 77, IX) Des simples apparences d'êtres pratiquent une apparence de compassion en vue d'une apparence de nirvâna ! "Pour apaiser la douleur, il ne faut pas rejeter la compassion" (§ 76, IX)

### 10. La dédicae des bienfaits
La dernière perfection est la générosité, contrairement à l’usage traditionnel qui la place en premier. C’est une exhortation en forme de litanie à ce que tous les êtres puissent jouir, chacun à son niveau, des bienfaits de l'éveil, « unique remède à la douleur du monde. » (§ 57)

Le 14e dalaï-lama a quasiment immortalisé le 55e quatrain, qu’il apprécie et utilise comme une courte prière :
Tant que l’espace durera

Et tant que les êtres demeureront,

Puissé-je, moi aussi, demeurer

Pour dissiper la misère du monde !

## Commentaire et conclusion
Excepté le chapitre 9, écrit dans un style technique et qui est un modèle de réduction par l'absurde, le reste de l'œuvre est rédigé dans un style poétique et inspiré, facilement accessible.
Le Bodhicharyavatara est toujours utilisé comme manuel d'étude et de méditation dans le bouddhisme tibétain. Comme le remarque Stéphane Arguillère, « [l]e traité de Shantideva est un modèle d'éloquence dans la prédication du Grand Véhicule; nombre de ses formules qui étaient à un degré quelconque originales sous la plume de l'auteur sont devenues dans leur version tibétaine des lieux communs de la pastorale bouddhique. »
Le but de l’œuvre fut d’être exposée oralement face à des moines afin de démontrer les aptitudes et connaissances de Shantideva, non pour se faire valoir auprès des autres ou d’obtenir une promotion puisqu’il quitte le monastère de Nālandā après la récitation, mais plutôt comme une sorte de bilan de fin d’études. C’est d’ailleurs ce que signale le deuxième shloka du premier chapitre : « Mes paroles sont sans nouveauté et leur composition sans habileté. ».